# 杉山佳那恵
杉山 佳那恵（すぎやま かなえ、1985年4月21日）は、日本のファッションモデルならびに大阪梅田ちょうちょ保育園園長（広告塔）。

## 来歴
21歳でプリクラモデルデビュー。その後、ブランドのイメージモデルや雑誌専属モデル他、テレビ・ラジオに出演。『小悪魔ageha』誌のモデルとして活動し、その後、姉妹誌「姉ageha」（2013年12月-）で活動中。讀賣テレビ『カラットアゲアゲ』 にレギュラーとして出演中。
2015年には所属事務所との相談の元、念願の保育園（大阪府大阪市、ちょうちょ保育園）を設立。
ちょうちょ保育園では、園長として自ら広告塔になり運営プロデュースをする。
2022年6月7日発売の「姉ageha」同年7月号にて、結婚したこと、同誌のモデルを卒業したことを併せて報告した。

## 出演

### 雑誌
- 「姉ageha」専属モデル2013年12月 - 2022年6月
- 「ハニーガール」
- 「小悪魔ageha」
- 「BETTY」
- 「EDGE　STYLE」
- 「JELLY」
- 「Happie nuts」
- 「S　Cawaii」
- 「BLENDA」

### TV
- ナイトクルージング
- 読モ！
- しか〜も！！
- グータンヌーボ（関西テレビ）
- 秒ヨミ！
- ランク王国（TBS）
- テリー伊藤のネホリハホリ
- スッキリ
- 「Decoo blog」CM
- 「ageha TV」MC レギュラー
- カラットアゲアゲ レギュラー
- 「BOMBER-E」P-Nigh（名古屋テレビ）

### イベント
- 渋谷ガールズコレクション
- 原宿コレクション
- 沖縄EDGEコレクション
- 原宿コレクションin上海万博
- TOKYO　GIRLS　COLLECTION　2013　S/S
- TOKYO　GIRLS　COLLECTION　2013　A/W
- KANSAI　COLLECTION　2014　S/S
- KOBE　COLLECTION　2015　S/S

### イメージ
- 西善商事株式会社　着物パンフレット
- Shawnee ムラサキスポーツ
- Salus
- RED LIPS
- Sugar＆JEWELS
- TIKA
- リアルビューティー
- クルール
- FAWNLILY

### PV CD
- 小悪魔Sparking
- BETTYのCD